# Usingeriella
Usingeriella is een geslacht van wantsen uit de familie van de Enicocephalidae. Het geslacht werd voor het eerst wetenschappelijk beschreven door Wygodzinsky in 1950.

## Soorten
Het genus is monotypisch en bevat alleen de volgende soort:

- Usingeriella boganensis Wygodzinsky, 1950